# Семинол (Тексас)
Семинол (енгл. Seminole) град је у америчкој савезној држави Тексас. Налази се у округу Гејнс, чије је седиште. По попису становништва из 2010. у њему је живело 6.430 становника.

## Демографија
Према попису становништва из 2010. у граду је живело 6.430 становника, што је 520 (8,8%) становника више него 2000. године.
| Група             | 2000.         | 2010.         |
| Белци             | 3.375 (57,1%) | 3.614 (56,2%) |
| Афроамериканци    | 117 (2,0%)    | 114 (1,8%)    |
| Азијати           | 17 (0,3%)     | 31 (0,5%)     |
| Хиспаноамериканци | 2.340 (39,6%) | 2.619 (40,7%) |
| Укупно            | 5.910         | 6.430         |